# Mit antropogeniczny
Mit antropogeniczny – jeden z mitów początków (obok kosmogenicznego). Mity antropogeniczne wyjaśniały człowiekowi kultury mitycznej kim jest, opisując jego początek. 
Opis genezy oznaczał tutaj usytuowanie zjawiska w świecie. Geneza określała w myśleniu mitycznym i magicznym charakter zjawiska, jego niezmienną istotę podobnie jak współcześnie w myśleniu potocznym pochodzenie określa człowieka. 
Oznacza to, że choć mit opowiadał o wydarzeniach, które miały miejsce w nieokreślonej praprzeszłości, w nieokreślonym miejscu, a nawet w nieokreślonej, „mitycznej” rzeczywistości to był silnie skorelowany z aktualną rzeczywistością kultury, w której funkcjonował. Mity antropogeniczne wyjaśniały zatem zjawisko śmierci ukazując pochodzenie śmierci (taki charakter ma także biblijna Księga Genezy), za pomocą opisania czynów mitycznych przodków, których błędy "ściągnęły na człowieka śmierć". Wyjaśniały także podział ludzi na mężczyzn i kobiety jako skutek decyzji podjętych przez bogów "u początku świata" oraz pokarmowe i obyczajowe tabu jako ustanowione przez bohaterskich przodków.
Za pomocą przywołania genezy danego zjawiska, mit sytuował je w rzeczywistości, jednocześnie nadając sens, legitymizując i wyjaśniając. Zjawiskiem tym w micie antropogenicznym był człowiek i to, co się najściślej z nim wiąże (płciowość, kultura, śmiertelność).